# Premio Reverberi

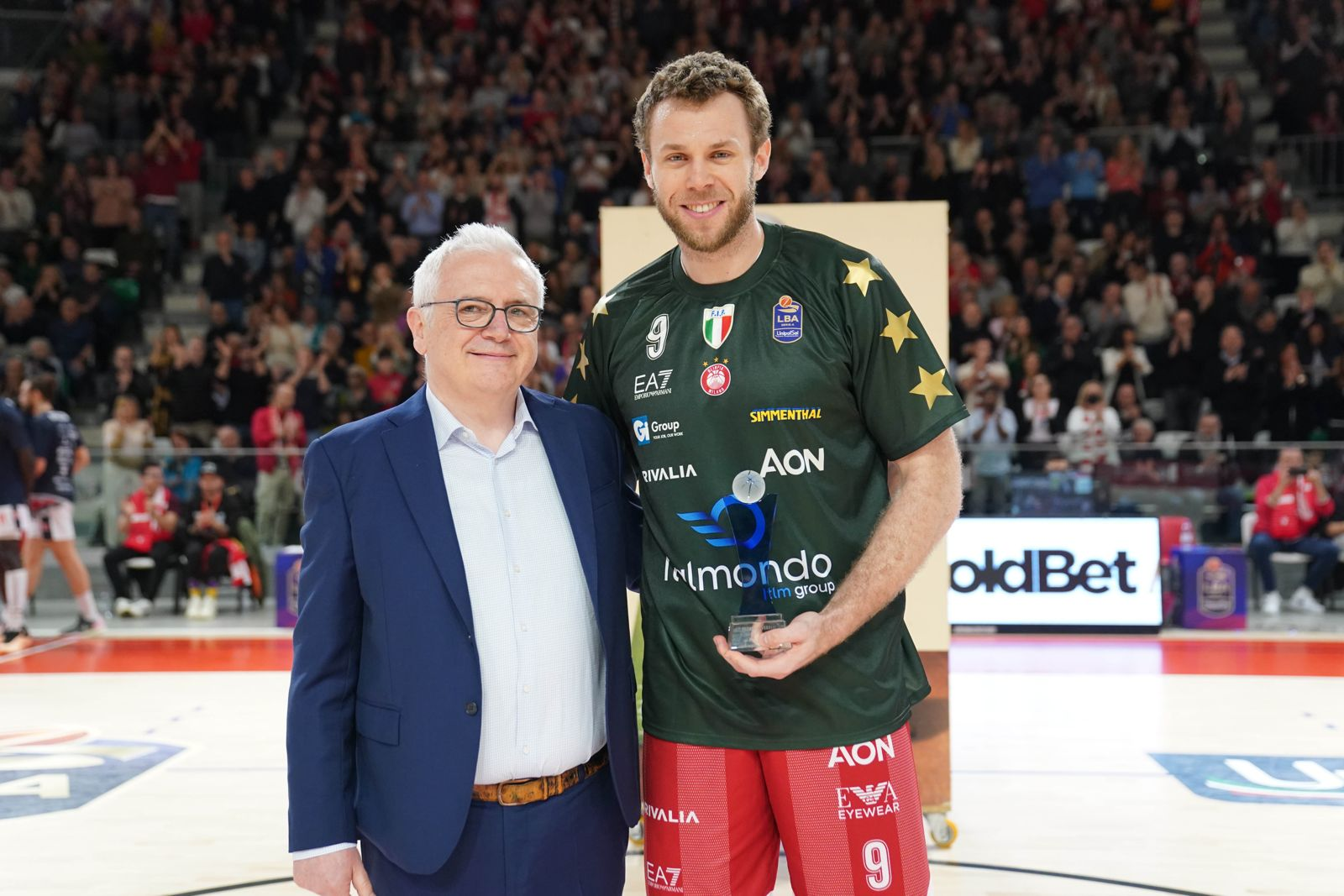
Consegna del Premio Reverberi 2023 a Nicolò Melli

Il premio Reverberi (conosciuto anche come Oscar del basket) è un premio assegnato annualmente dal comune di Quattro Castella in collaborazione con la FIP e la Lega Basket. 
È il riconoscimento più antico e prestigioso della pallacanestro italiana, dedicato all'arbitro Pietro Reverberi. Istituito nel lontano 1985, pochi mesi dopo la scomparsa di Pietro Reverberi da Gian Matteo Sidoli, Assessore allo Sport di Quattro Castella e apprezzato arbitro nelle massime categorie. Fin dalla prima edizione, il Premio Reverberi rappresenta un appuntamento immancabile per i protagonisti del basket, che anno dopo anno giungono nel Comune di Quattro Castella per celebrare i vincitori delle varie categorie. 
Dalla edizione 2019-2020, l'Assessore Luca Spagni e il Sindaco Alberto Olmi lo hanno ripensato e rilanciato dando uno spazio preciso al Basket Giovanile e al Basket Femminile, riconoscendo così al Basket un ruolo essenziale come esperienza formativa e di socializzazione. Ispirati anche dalla improvvisa scomparsa di Kobe Bryant che nei campetti di basket nel Comune di Quattro Castella aveva giocato i primi tiri a canestro. Negli stessi campetti e nelle piccole palestre del territorio tanti altri sportivi e sportive ne hanno nel frattempo fatto un terreno propizio al basket giovanile con particolare riferimento al basket Femminile.

## Albo d'oro
| N. | Edizione  | Allenatore     | Giocatore     | Giocatrice   | Arbitro    |
| 1  | 1985-1986 | Pasini P-      | Magnifico W.  | Pollini C.   | Fiorito    |
| 2  | 1986-1987 | Di Vincenzo M. | Albertazzi D. | Zanotti C.   | Martorini  |
| 3  | 1987-1988 | Bianchini V.   | Riva A.       | Gorlin       | Vitolo     |
| 4  | 1988-1989 | Bucci A.       | Fantozzi A.   | Fullin       | Duranti    |
| 5  | 1989-1990 | Zorzi          | Sacchetti R.  | Serradimigni | Zanon      |
| 6  | 1990-1991 | Marcelletti    | Gentile F.    | Passaro      | Zeppillo   |
| 7  | 1991-1992 | Benvenuti      | Brunamonti R. | Rossi        | Cazzaro    |
| 8  | 1992-1993 | Bernardi V.    | Boni M.       | Caselin      | Colucci    |
| 9  | 1993-1994 | Recalcati C.   | Myers C.      | Sandon       | Baldini    |
| 10 | 1994-1995 | Rusconi E.     | Coldebella C. | Bonfiglio    | Zancarella |
| 11 | 1995-1996 | Sales R.       | Esposito V.   | Ballabio     | Teofili    |
| 12 | 1996-1997 | Caja A.        | Pittis R.     | Paparazzo    | Cicoria    |
| 13 | 1997-1998 | Messina E.     | Basile G.     | Nicosia      | Lamonica   |
| 14 | 1998-1999 | Tanjevic B.    | Meneghin A.   | Zocco        | Facchini   |
| 15 | 1999-2000 | Bucchi         | Fucka G.      | Vinci        | Grossi     |

| N. | Edizione  | Allenatore  | Giocatore   | Giocatrice   | Arbitro   | Carriera     | Personaggio | Giornalista       |
| 16 | 2000-2001 | Corno       | Pozzecco    | Gardellini   | Tola      | Dell'Agnello | Sarti       | Tacchini          |
| 17 | 2001-2002 | Sacripanti  | Chiacig R.  | Anna Zimerle | D'Este    | -            | -           | Montorro          |
| 18 | 2002-2003 | Lardo       | Bulleri M.  | Moro         | Paternicò | Galleani     | Gherardini  | Fuochi            |
| 19 | 2003-2004 | Frates      | Galanda     | Macchi       | Taurino   | Corrado      | Toti        | Tranquillo        |
| 20 | 2004-2005 | Pancotto    | Gigli       | Masciadri    | Cerebuch  | Villalta     | Sabatini    | Ciamillo-Castoria |
| 21 | 2005-2006 | Pillastrini | Belinelli   | Ballardini   | Pozzana   | Ossola       | Maione      | Bezzecchi         |
| 22 | 2006-2007 | Pianigiani  | Gallinari   | Cirone       | Şahin     | Ghiacci      | Minucci     | Pedrazzi          |
| 23 | 2007-2008 | Boniciolli  | Poeta       | Zara         | Sabetta   | Soavi        | Bodiroga    | Guerrini          |
| 24 | 2008-2009 | Capobianco  | Aradori     | Franchini    | Reatto    | Albanesi     | Riminucci   | Limardi           |
| 25 | 2009-2010 | Perdichizzi | Mancinelli  | Sottana      | Mattioli  | Bonamico     | Brumatti    | De Cleva          |
| 26 | 2010-2011 | Trinchieri  | Hackett     | Modica       | Duranti   | Frosini      | Pagnini     | Barocci           |
| 27 | 2011-2012 | Vitucci     | Datome      | Crippa       | Chiari    | Ferrari      | Sardara     | Bogarelli         |
| 28 | 2012-2013 | Banchi      | Cinciarini  | Ress         | Begnis    | Laguardia    | Cremascoli  | Pancrazi          |
| 29 | 2013-2014 | Menetti     | Gentile     | Bagnara      | Lanzarini | Bocchi       | Maltinti    | Costa             |
| 30 | 2014-2015 | Moretti     | Polonara    | Dotto        | Martolini | Costa        | Dalla Salda | Civolani          |
| 31 | 2015-2016 | Buscaglia   | Della Valle | Zandalasini  | Seghetti  | Puglisi      | Proli       | Ellisse           |
| 32 | 2016-2017 | De Raffaele | Vitali      | Consolini    | Filippini | Casarin      | Trainotti   | Edi Dembinski     |
| 33 | 2017-2018 | Diana       | Filloy      | Fassina      | Mazzoni   | Ress         | Bianchi     | Tosi              |
| 34 | 2018-2019 | Martino     | Spissu      | Penna        | Biggi     | Vazzoler     | Zanetti     | Pea               |
| 35 | 2019-2020 | Dalmasson   | Tonut       | Pastore      | Lo Guzzo  | Fucile       | Valsecchi   | Trigari           |

| N. | Edizione | Giocatore italiano | Giocatrice italiana | Allenatore maschile | Allenatore femminile | Giocatore U22   | Giocatrice U22   | Arbitro           | Protagonista dello Sport |
| 36 | 2021-22  | Andrea Cinciarini  | Laura Spreafico     | Marco Ramondino     | Lorenzo Serventi     | Matteo Spagnolo | Silvia Pastrello | Alessandro Vicino | Romeo Sacchetti          |
| 37 | 2022-23  | Nicolò Melli       | Jasmine Keys        | Piero Bucchi        | Cinzia Zanotti       | Matteo Spagnolo | Matilde Villa    | Bartoli Mark      | Giacomo Devecchi         |
| 38 | 2023-24  | Niccolò Mannion    | Matilde Villa       | Nicola Brienza      | Andrea Mazzon        | Davide Casarin  | Carlotta Zanardi | Silvia Marziali   | Giuseppe Mangone         |